# Searcy
Searcy is een plaats (city) in de Amerikaanse staat Arkansas, en valt bestuurlijk gezien onder White County.

## Demografie
Bij de volkstelling in 2000 werd het aantal inwoners vastgesteld op 18.928.
In 2006 is het aantal inwoners door het United States Census Bureau geschat op 20.993, een stijging van 2065 (10.9%).

## Geografie
Volgens het United States Census Bureau beslaat de plaats een oppervlakte van
38,3 km², waarvan 38,1 km² land en 0,2 km² water.

## Plaatsen in de nabije omgeving
De onderstaande figuur toont nabijgelegen plaatsen in een straal van 16 km rond Searcy.

## Geboren in Searcy
- Beth Ditto (1981- ), zangeres van de Amerikaanse rockband Gossip